# 石河子一·二六事件
石河子“一·二六”事件，又称石河子事件，是指文化大革命期间，1967年1月26日，在新疆石河子地区爆发的一宗武斗事件。

## 经过
1967年1月，石河子地区以兵团农学院“革命造反团”牵头的一派和以兵团汽二团“八一野战军”牵头的另一派，在上海“一月风暴”影响下，在各单位纷纷进行夺权。
1月25日下午，毛纺厂等八个单位的造反派约2000人，进入汽二团配合该团造反派夺权，汽二团保派请求独立团支援。独立团的92名指战员到达以后与造反派发生冲突，造反派抢夺枪支，夺取步枪19支、冲锋枪7支、手榴弹64枚、子弹1307发。至当晚7时，造反派人数增至4000余名，并终于于1月26日零点于夺权中发生矛盾，双方开枪，造成五死六伤。之后，农八师武装处将部分部队调进师部，保卫师机关，同意图进入师部的造反派发生武装冲突，死2人，伤27人。双方还在公告车站等处枪战，共打死24人，打伤74人。。下午3时许，值班部队采取火力突围，射发枪弹，投掷手榴弹，造成死亡26人、伤79人的震惊全国的石河子“一·二六”事件。
1月27日，新疆军区派部队进驻石河子，成立石河子指挥部，实行军管，从领导机关到每个连队都派驻军代表。3月，在丁盛、裴周玉的授意下，“一·二六”被定为“反革命事件”，认定是“武光、张仲瀚等勾结社会上的牛鬼蛇神有组织、有计划制造的，是他们妄图在新疆实行篡党、篡军、篡政、复辟资本主义的一个严重步骤”，“是农八师副政委刘炳正、李光及师政治部副主任杨廷柱等人直接策划和指挥的”，并拘押杨廷柱。由此，以搜查武器、抓“黑头头”等名义，拘捕干部、群众49人，株连千人，进行刑讯逼供，逼死6人，伤残数十人。
5月25日至6月5日，农八师召开党委扩大会，吸收各团场、工矿企业部分干部参加，共113人，“集中力量揭发批判师党委刘炳正、李光、晋怀荣的问题”，全面揭开所谓“八师阶级斗争的盖子”，向“张仲瀚伸向各团场的黑爪牙猛烈开火”。据1968年底的不完全统计，全师216名团级干部，“靠边”、被鬥165人，占76.3%；9名师领导干部，7名被打倒，分到连队强制劳动；280名师机关干部被清洗260名，占93％；全师有679名起义（第二次国共内战期间）干部被专案审查，占起义干部数的36%。
1968年底至1969年初，中央军委派现役军官到兵团工作，分配来农八师团职以上军官218名。现役干部到职后，对扭转全师局势作了不少有效工作，但因派性阻挠，只释放了因“一·二六”事件被捕入狱的全部人员，对受迫害干部群众未能平反纠正。1973年4月底至5月初，兵团领导召开石河子地区“一二六”事件专案工作会议，做出决定，要求12月份了结全案，但未实现。直到1979年1月12日经中共中央批准，“一·二六”冤案才彻底平反。